# August Tavaststjerna
Frans August Theodor Tavaststjerna, född 7 april 1821 i Karlberg, Sverige, död 24 januari 1882 i Sankt Petersburg, var en finländsk militär och tjänsteman. 
Tavastsjerna blev officer 1839, men tog avsked 1849. Senare verkade han som tulltjänsteman i Kronstadt, handelsagent i Reval och militärtjänsteman i Sankt Petersburg. I Helsingfors blev han främst känd som sångare och tonsättare. Som tenorsångare framträdde han 1850 i Gaetano Donizettis opera Kärleksdrycken, 1852 i Fredrik Pacius opera Kung Karls jakt och 1853 i Félicien Davids Columbus-symfoni. Av hans kompositioner kan nämnas operan (sångspelet) Zemfira, uppförd 1870, musiken till Fredrik Cygnæus Pygmalion-tragedi och ett antal sånger, av vilka några framfördes i Helsingfors på 1870-talet.